# Famille de La Laurencie
La famille de La Laurencie est une famille subsistante de la noblesse française d'extraction chevaleresque sur preuves de 1367.

## Histoire
D'extraction chevaleresque et établie en Angoumois, Poitou et Saintonge. Cette famille est admise aux Honneurs de la cour en 1786. D'après Bernard Chérin, elle s'appelait primitivement Laurens et ce  n'est qu'après plusieurs générations qu'elle prit le nom de La Laurencie, tiré de la terre de la Laurencie, sur l'actuelle commune de Saint-Auvent, près de Rochechouart.[réf. nécessaire]
La famille de La Laurencie est inscrite à l'ANF depuis  2012.

## Noblesse
Maintenue en la noblesse en 1666 pour Bertrand de La Laurencie, écuyer, seigneur de Charras, demeurant en la paroisse de Charras, élection d'Angoulême, et Gabriel de La Laurencie, écuyer, seigneur de Mourières, demeurant en la paroisse de Tonnay-Boutonne, élection de Saint-Jean-d'Angély. Elle est admise aux Honneurs de la cour en 1786.

## Possessions
Les châteaux de :
- Château de Charras
- Château de Villeneuve-la-Comtesse
- Château de Neuvicq-le-Château
- Château de Montchaude
- Château de Fleurac (Nersac)

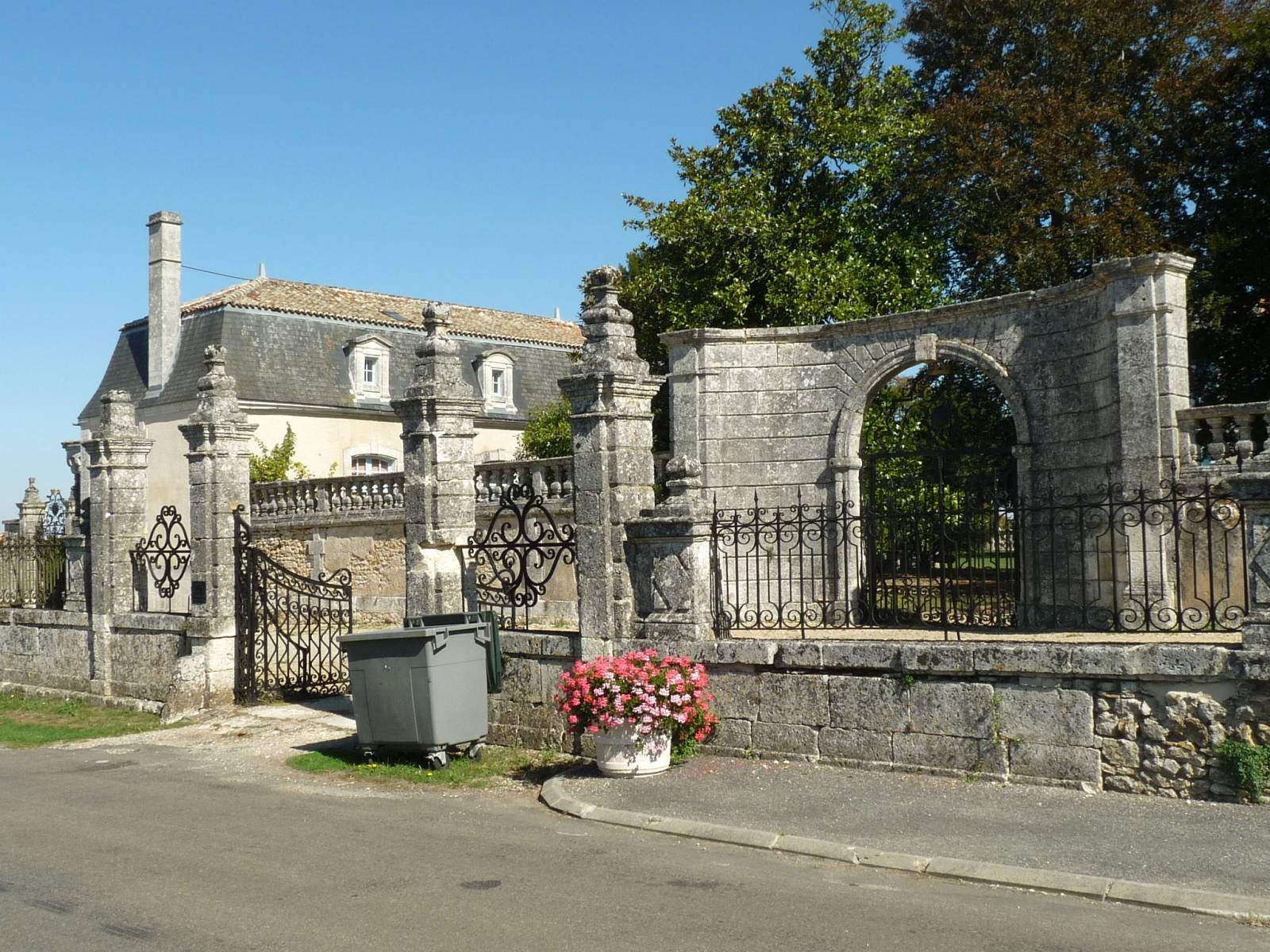
Charras (16)
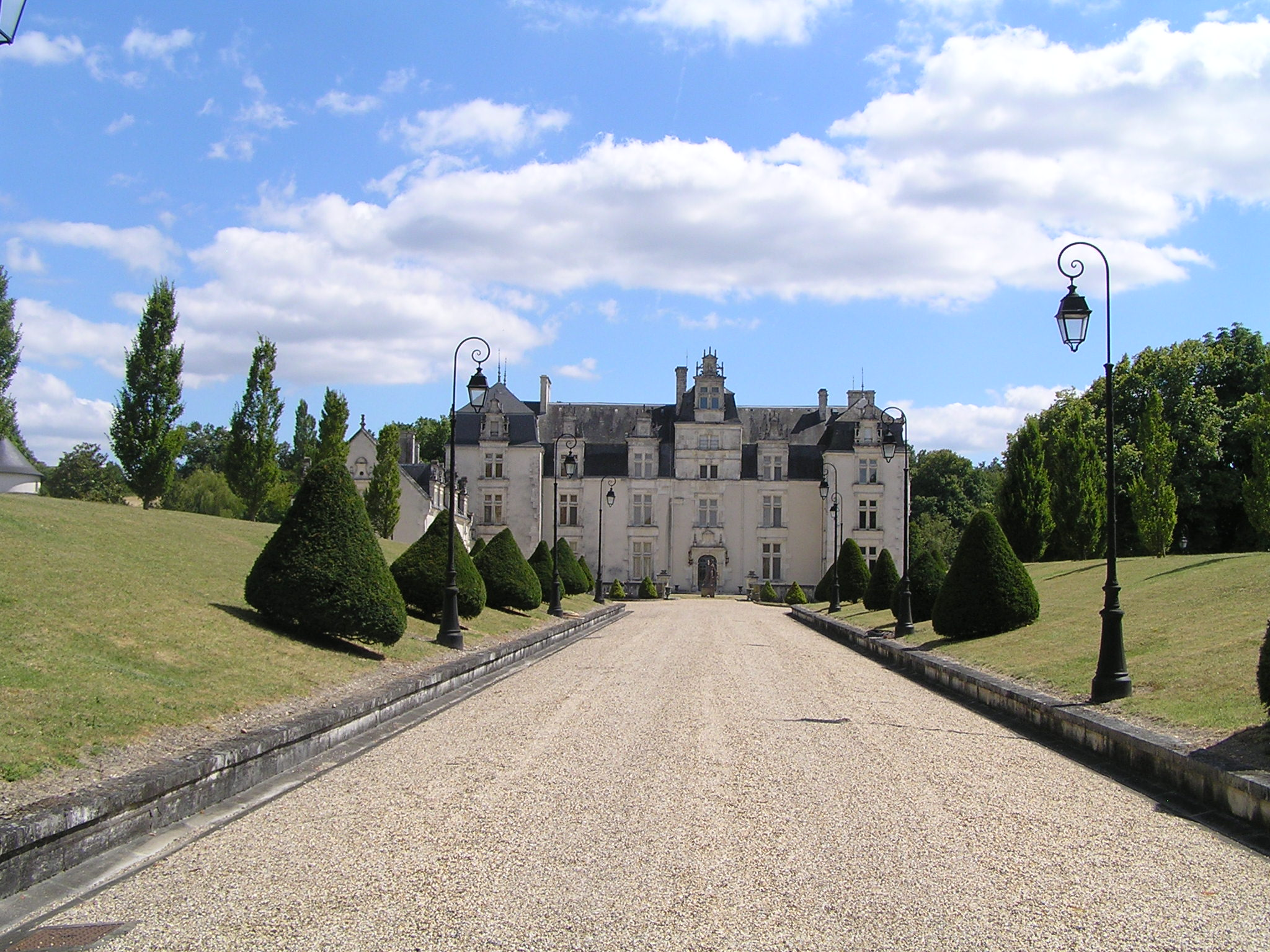
Montchaude (16)
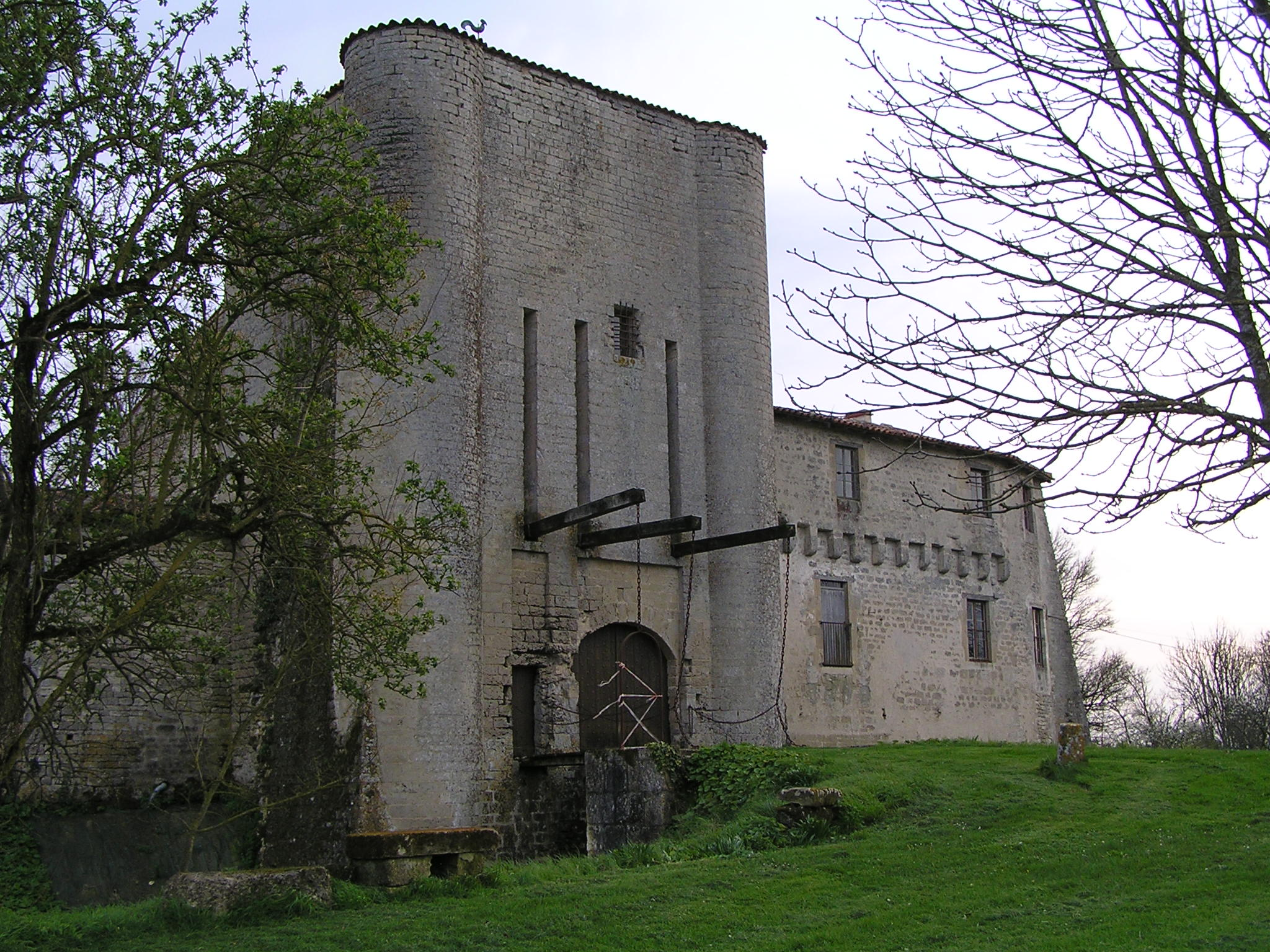
Villeneuve-la-Comtesse (17)
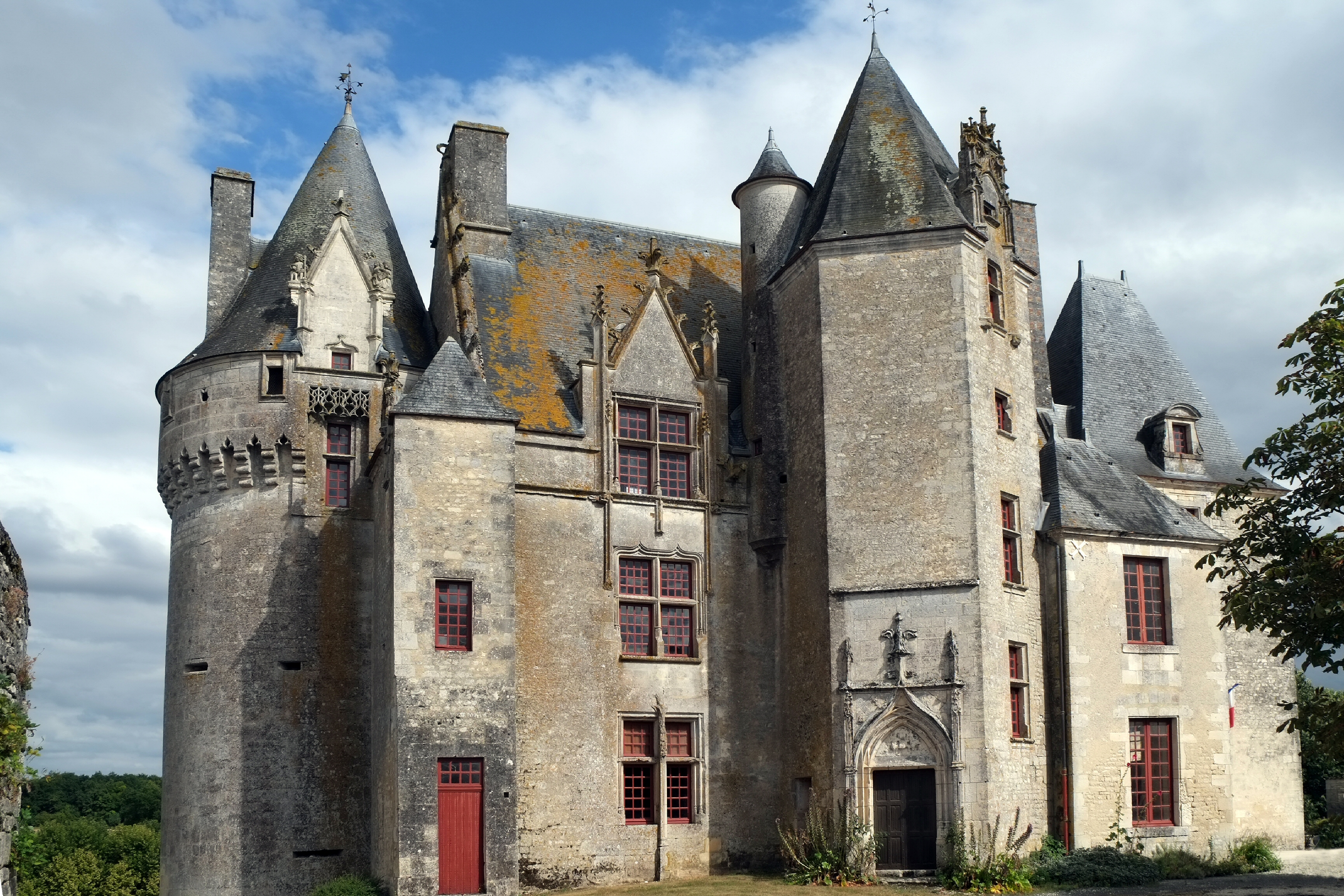
Neuvicq-le-Château (17)

## Personnalités
- François de La Laurencie (1735-1795), commandeur de l'ordre de Saint-Jean de Jérusalem[3] et chef d'escadre
- Charles-Eutrope de La Laurencie (1740-1816), évêque de Nantes
- Charles-César de La Laurencie (1745-1798), général de l'armée de Condé[4],[5]
- Jean-Baptiste-Auguste-François-Marie de La Laurencie de Charras (1780-1857), député royaliste de la Charente
- Lionel de La Laurencie (1861-1933), musicologue

## Armes, devise
- Armes :
  - D'azur à une aigle bicéphale éployée d'argent au vol abaissé, becquée et membrée d'or.[6]
  - D'azur à une aigle à deux têtes d'argent, le vol abaissé.[7],[8]
  - D'azur à une aigle d'argent.[9]
- Devise : « Vas où tu peux, meurs où tu dois »[6]

## Titre
- Marquis de Charras[10]

Régis Valette n'indique pas de titre régulier  pour les membres actuels de cette famille.

## Alliances
Les principales alliances de la famille de la Laurencie sont : de Leyrisse, de La Garde, Audier, Paulte, Roettiers de La Chauvinerie, du Puy-Montbrun, de Plouer, de La Chambre, Frotier de la Messelière, du Lau, de May de Termont, Garnier de La Boissière, Préveraud de Laubépierre de Vaumas, Hériard.